# Joniec

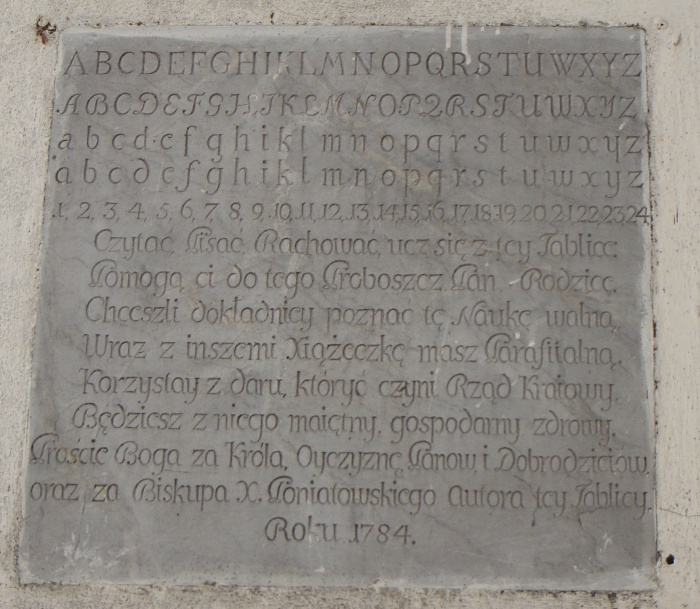
Tablica na dzwonnicy kościoła

Joniec – wieś sołecka w Polsce położona w województwie mazowieckim, w powiecie płońskim, w gminie Joniec. Leży nad rzeką Wkrą. 
Wieś jest siedzibą gminy Joniec oraz parafii św. Ludwika. Przez Joniec przebiega wiele szlaków spływów kajakowych organizowanych na Wkrze.

## Historia
Pierwsza pisemna wzmianka o wsi pochodzi z XIII wieku, gdy wymieniana jest jako dobra kościoła płockiego. Ponownie o Jońcu wzmiankę można spotkać w kolejnym dokumencie gdzie użyto frazy: via angularis ducens ad antiquam ecelesiam in Junecz. W roku 1570 pojawiło się określenie "klucz juniecki dóbr biskupa płockiego".
Wieś założona została przez króla Jana III Sobieskiego wraz z kilkoma innymi w pobliżu. Znajdowała się tutaj stajnia królewska, a król Sobieski przyjeżdżał tu na polowania. Własnością rodu Sobieskich wraz z całą królewszczyzną (Sobieski, Królewo, Wrona, Soboklęszcz i Szumlin) była do początku XVIII wieku. Prowizje z tych ziem pobierał jeszcze książę Jakub Ludwik Sobieski do swojej śmierci w 1737 roku.
W roku 1776 Joniec stał się własnością prymasa Michała Poniatowskiego, który we wsi ufundował kościół św. Ludwika z 1784 roku (dziś zabytek). Na dzwonnicy kościoła wmurowano tablicę pamiątkową na życzenie fundatora. W roku 1862 kościół został odnowiony. Do 1954 roku siedziba wiejskiej gminy Szumlin. W latach 1954–1972 wieś należała i była siedzibą władz gromady Joniec. W latach 1975–1998 miejscowość administracyjnie należała do województwa ciechanowskiego.